# Phaius philippinensis
Phaius philippinensis là một loài thực vật có hoa trong họ Lan. Loài này được N.E.Br. miêu tả khoa học đầu tiên năm 1889.